# Пон-де-Брик
Пон-де-Брик, Пон-де-Брік (фр. Pont de Briques) — колишній муніципалітет у Франції, у регіоні Нор-Па-де-Кале, департамент Па-де-Кале. Населення — 5059 осіб (2006).
Муніципалітет був розташований на відстані близько 210 км на північ від Парижа, 105 км на захід від Лілля, 95 км на північний захід від Арраса.